# Parti populaire de Melilla
Le Parti populaire de Melilla (Partido Popular de Melilla en espagnol) est la fédération régionale du Parti populaire à Melilla.

## Histoire

### Origines
Le Parti populaire de Melilla est fondé en 1989 après la refondation de l'Alliance populaire.

## Présidents
| Nom               | Mandat        |
| ----------------- | ------------- |
| Arturo Estebán    | jusqu'en 2003 |
| Juan José Imbroda | depuis 2003   |

## Identité visuelle

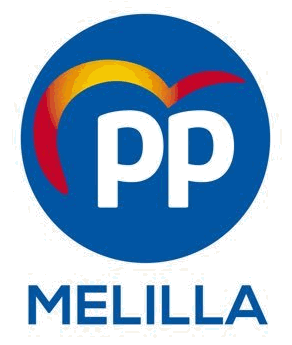
Logo de 2019 à 2022.
Logo depuis 2022.